# ツァリーツァ

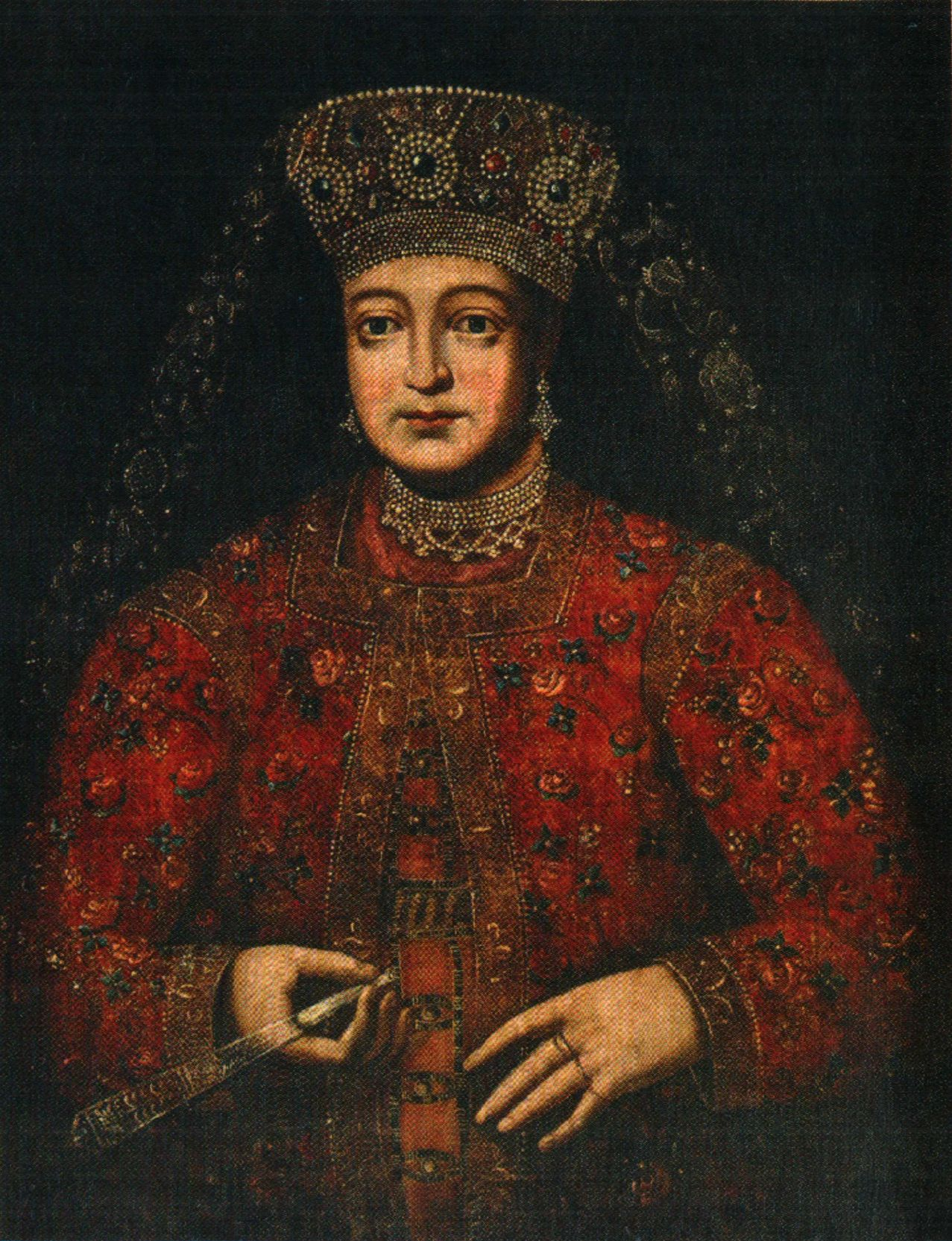
ツァリーナ・マルファ・アプラクシーナ、ピョートル大帝の義姉

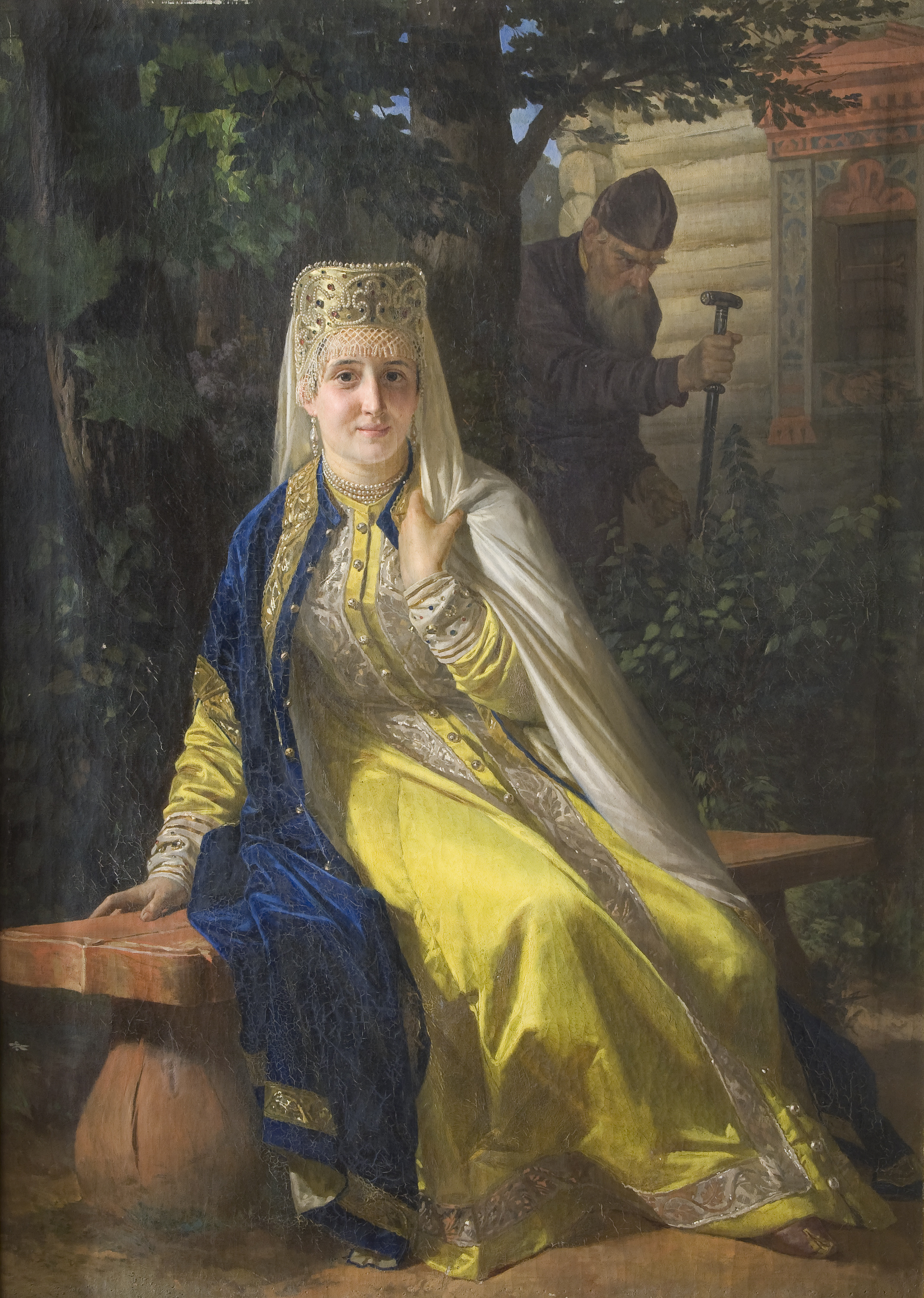
イヴァン4世の若い妻の一人。ニコライ・ネヴレフによる絵画、19世紀

ツァリナ（英: Tsarina）または、ツァリーツァ（英: Tsaritsa, csarina, csaricsa, tzarina, tzaritza, czarina, czaricza）,（露: царица）,（ブルガリア語: царица）は、ブルガリア、セルビア、ロシアの女性の専制君主またはツァーリの妻の称号である。英語の綴りは、ドイツ語のczarinまたはzarinに由来し、フランス語ではtsarine/czarine、スペイン語とイタリア語ではczarina/zarinaとなる 。またツァレヴナはツァーリの娘である。
「Tsarina」または「Tsaritsa」は、以下の国で女性の最高位の統治者の称号だった。
- ブルガリア：913年 - 1018年、1185年 - 1422年、1908年 - 1946年。
- セルビア：1346年 - 1371年。
- ロシア：公式には1547年頃 - 1721年、非公式には1721年 - 1917年（正式には「皇后」）。

## ロシア
1721年から、ロシアの男女の君主の正式な称号が、それぞれ皇帝（император, imperator）と女帝 （императрица, imperatritsa）または皇后となった。正式な最初のツァリナは、ピョートル1世の最初の妃エヴドキヤ・ロプーヒナ、最後のロシア皇后は、ニコライ2世の皇后アレクサンドラ・フョードロヴナだった。
エヴドキヤ・ロプーヒナは1698年に修道院に送られ（これは皇帝が妻と離婚した時の通常の方法だった）、1731年に亡くなった。1712年にピョートル1世は教会でエカチェリーナ（後の女帝エカチェリーナ1世）と結婚した。ロシア帝国は1721年に正式に宣言され、エカチェリーナは皇后になった。ピョートル1世が死去してから、彼女は自身の権利として、女帝に即位した。その後の数世紀は、ツァリナという称号は、皇后や女帝に対する愛称の類として非公式に使われた（"Mother dear-tsarina" (матушка-царица) という称号は、最も人気があった女帝のエカチェリーナ大帝に対してのみ使用された）。

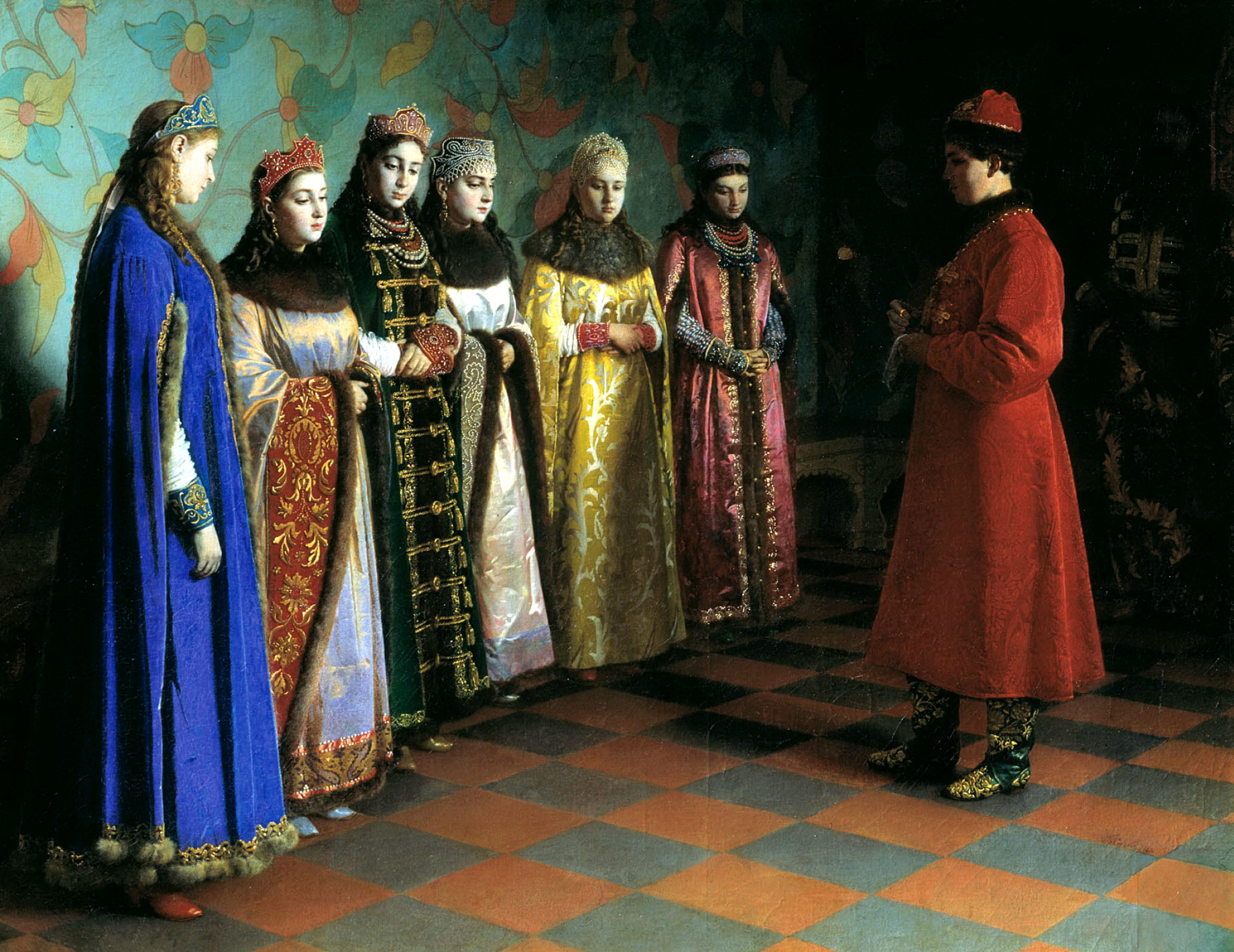
花嫁を選ぶツァーリ・アレクセイ（1648年）。グリゴリー・セドフによる絵画（19世紀）

法律上、ロシアのツァリナは1547年から1721年まで存在した。この期間中で最も有名なツァリナはイヴァン4世の6人の妻で、彼女たちは、彼の敵に毒殺されたり、彼によって修道院に送られ殺害または幽閉された。しかし、後の結婚は正教会に祝福されず同棲と見なされたため、最初の4人のみがツァリナとして戴冠した。また、ポーランドの貴族女性のマリナ・ムニシュフヴナは、僭称者の偽ドミトリー1世、後に偽ドミトリー2世と結婚してロシアのツァリナになった。
多くの妻は、花嫁ショー（東ローマ帝国から借用された、美女を披露する慣習）により選ばれ、その際、貧しいが顔立ちが整った数百人の貴族女性がロシア全土からモスクワに集められて、ツァーリが最も美しい女性を選んだ。これによりロシアからヨーロッパの君主との王室の婚姻の利益が奪われたが、外国の王女からの政治的な影響（カトリックまたはプロテスタント）と同様に近親交配から守られた。この初期の時代（マリナ・ムニシュフヴナを除く）におけるツァーリの唯一の外国人の妻は、正教会に改宗したチェルケスの王女、マリヤ・テムリュコヴナだった。

## ブルガリア
初めてツァールの称号を使ったブルガリアの統治者は、皇帝シメオン1世であり、彼の配偶者（彼女の名前は定かでない。伝えられるところによるとMaria Sursuvul）はツァリナの称号を使った。ツァリナの称号は、その後の統治者の配偶者により、1018年に第一次ブルガリア帝国が終わるまで使われた。最後に使った皇后は、イヴァン・ヴラディスラフの皇后マリアだった。
第二次ブルガリア帝国が1185年に建国された際に、皇帝がツァールの称号を採用したため、皇后はツァリナと呼ばれた。
第三次ブルガリア帝国では、フェルディナントが1908年にブルガリアの独立を宣言した際にツァールの称号を採用したため、妻のエレオノーレ・ロイス・ツー・ケストリッツは、それまではknyaginyaだったが、ツァリナになった。 最後のブルガリアのツァリナはツァールボリス3世の妻イオアンナ・サヴォイスカだった。シメオン2世の妻マルガリータ・ゴメス＝アセボ・イ・セフエラは時々ツァリナと呼ばれることがある。

## セルビア
セルビアで最初のツァリナは、ブルガリアのツァールイヴァン・アレクサンダルの姉妹でツァーリステファン・ウロシュ4世ドゥシャンの妻のヘレナだった。彼女は1346年からドゥシャンが急死した1355年までセルビア皇后だった。二番目にして最後のセルビアのツァリナは、ワラキアの貴族バサラブ家出身のアンナだった。彼女は、1350年代のいつかに、ドゥシャンの息子、ステファン・ウロシュ5世と結婚して、1371年にセルビア帝国が崩壊するまで統治した。